# زمین‌لرزه مارس ۱۹۱۴ ژاپن
زمین‌لرزه ژاپن  در تاریخ ۱۴ مارس ۱۹۱۴ میلادی، برابر با ‎۲۳ اسفند ۱۲۹۲، ساعت ۲۰:۰۰:۰۰ به زمان یوتی‌سی در ژاپن رخ داد. ژرفای این زلزله ۵ کیلومتر بود. بزرگی آن ۷ در مقیاس Ms اعلام شده‌است. زمین‌لرزه به وقت محلی در روز یکشنبه، ساعت ۵ روی داده و منطقه زمانی آن یوتی‌سی +۹ بوده‌است .
سازمان زمین‌شناسی آمریکا نیز جای این زمین‌لرزه را در مختصات ۳۹°۱۲′شمالی ۱۳۹°۴۸′شرقی / ۳۹٫۲°شمالی ۱۳۹٫۸°شرقی و بزرگی آنرا برابر با ۷٫۲ در مقیاس ریشتر اعلام کرده‌است. ژرفای گزارش شده از سوی این سازمان ۳۳ کیلومتر می‌باشد.
شمار کشتگان زلزله حدود ۹۴ نفر بوده‌است.تعداد زخمیان ۳۲۴ نفر برآورده شده‌است.